# Mlatovke
Mlatovke (lat. Sphyrnidae), porodica morskih pasa iz reda kučkova (Carcharhiniformes). Sastoji se od dva roda s ukupno 10 vrsta. U Jadranu žive dvije vrste: morski pas bat (S. tudes), koji naraste maksimalno do 134 cm, a teži do 9 kg. i mlat (S. zygaena), opasna vrsta koja naraste do 5 metara dužine i 400 kg težine.
Mlatovke se hrane ribama, mekušcima i rakovima.

## Rodovi i vrste
Eusphyra Gill, 1862.:
1. Eusphyra blochii (Cuvier, 1816.)

Sphyrna Rafinesque, 1810.:
1. Sphyrna corona Springer, 1940.
2. Sphyrna couardi Cadenat, 1951.
3. Sphyrna gilberti Quattro, Driggers III, Grady, Ulrich & Roberts, 2013.
4. Sphyrna lewini (Griffith & Smith, 1834.)
5. Sphyrna media Springer, 1940.
6. Sphyrna mokarran (Rüppell, 1837.)
7. Sphyrna tiburo (Linnaeus, 1758.)
8. Sphyrna tudes (Valenciennes, 1822.)
9. Sphyrna zygaena (Linnaeus, 1758.)